# Ристо Буянкин
Ристо Търпов Буянкин е български общественик и революционер, деец на Вътрешната македоно-одринска революционна организация и Македонобългарския комитет.

## Биография
Ристо Буянкин е роден в костурското село Дреновени, тогава в Османската империя, днес в Гърция около 1874 година в семейството на Търпо Василев и съпругата му Мария. По професия е зидар. Известен е и като народен лечител (врач) в селото. Буянкин е първият дреновченец, който се присъединява към ВМОРО, заклет от костурския ръководител Лазар Поптрайков. Участва в първата дреновска чета по време на Илинденско-Преображенското въстание. След въстанието работи в САЩ.
След войните Буянкин остава в територията, окупирана от Гърция. По време на Втората световна война участва в дейността на Македонобългарския комитет в Дреновени. През 1943 година говори публично на годишнината от Илинденското въстание и смъртта на Пандо Кляшев и четниците му. Информацията за това е предадена от гъркомани на гръцката полиция и след войната в 1946 година е арестуван и затворен в Солун, където умира.